# Fukaura, Aomori

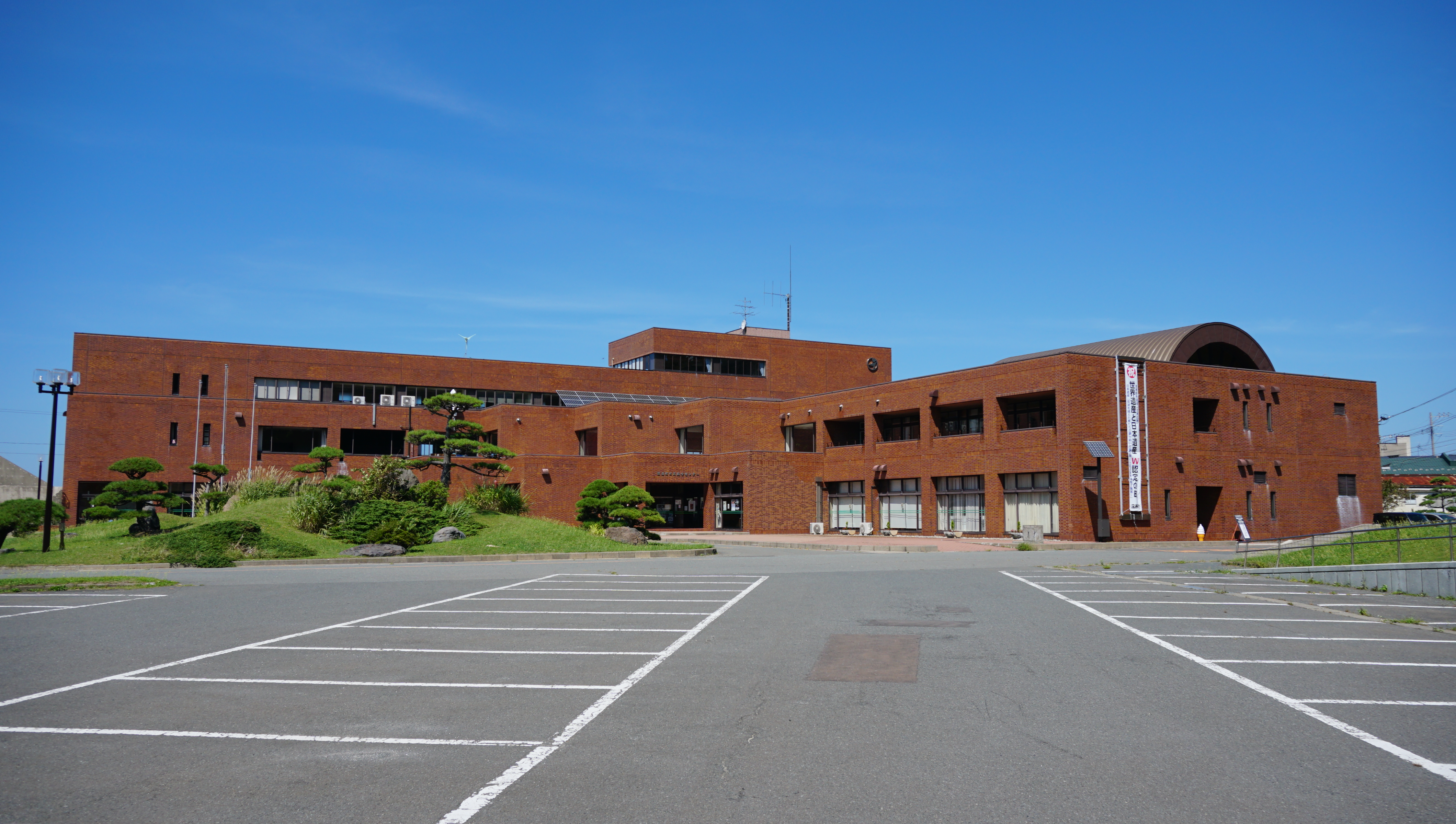
Tòa thị chính Fukaura

Fukaura (深浦町 Fukaura-machi) là thị trấn thuộc huyện Nishitsugaru, tỉnh Aomori, Nhật Bản. Tính đến ngày 1 tháng 10 năm 2020, dân số ước tính thị trấn là 7.346 người và mật độ dân số là 15 người/km2. Tổng diện tích thị trấn là 488,90 km2.

## Địa lý

### Đô thị lân cận
- Tỉnh Aomori
  - Ajigasawa
- Tỉnh Akita
  - Happō

### Khí hậu
| Dữ liệu khí hậu của Fukaura, Aomori      | Dữ liệu khí hậu của Fukaura, Aomori | Dữ liệu khí hậu của Fukaura, Aomori | Dữ liệu khí hậu của Fukaura, Aomori | Dữ liệu khí hậu của Fukaura, Aomori | Dữ liệu khí hậu của Fukaura, Aomori | Dữ liệu khí hậu của Fukaura, Aomori | Dữ liệu khí hậu của Fukaura, Aomori | Dữ liệu khí hậu của Fukaura, Aomori | Dữ liệu khí hậu của Fukaura, Aomori | Dữ liệu khí hậu của Fukaura, Aomori | Dữ liệu khí hậu của Fukaura, Aomori | Dữ liệu khí hậu của Fukaura, Aomori | Dữ liệu khí hậu của Fukaura, Aomori |
| Tháng                                    | 1                                   | 2                                   | 3                                   | 4                                   | 5                                   | 6                                   | 7                                   | 8                                   | 9                                   | 10                                  | 11                                  | 12                                  | Năm                                 |
| ---------------------------------------- | ----------------------------------- | ----------------------------------- | ----------------------------------- | ----------------------------------- | ----------------------------------- | ----------------------------------- | ----------------------------------- | ----------------------------------- | ----------------------------------- | ----------------------------------- | ----------------------------------- | ----------------------------------- | ----------------------------------- |
| Cao kỉ lục °C (°F)                       | 14.1 (57.4)                         | 19.9 (67.8)                         | 19.7 (67.5)                         | 25.6 (78.1)                         | 28.9 (84.0)                         | 29.6 (85.3)                         | 35.1 (95.2)                         | 37.9 (100.2)                        | 34.4 (93.9)                         | 30.6 (87.1)                         | 22.1 (71.8)                         | 19.7 (67.5)                         | 37.9 (100.2)                        |
| Trung bình ngày tối đa °C (°F)           | 2.3 (36.1)                          | 3.0 (37.4)                          | 6.7 (44.1)                          | 12.7 (54.9)                         | 17.8 (64.0)                         | 21.6 (70.9)                         | 25.3 (77.5)                         | 27.1 (80.8)                         | 23.6 (74.5)                         | 17.5 (63.5)                         | 11.1 (52.0)                         | 5.1 (41.2)                          | 14.5 (58.1)                         |
| Trung bình ngày °C (°F)                  | 0.0 (32.0)                          | 0.3 (32.5)                          | 3.2 (37.8)                          | 8.5 (47.3)                          | 13.5 (56.3)                         | 17.5 (63.5)                         | 21.7 (71.1)                         | 23.2 (73.8)                         | 19.5 (67.1)                         | 13.6 (56.5)                         | 7.9 (46.2)                          | 2.4 (36.3)                          | 10.9 (51.7)                         |
| Tối thiểu trung bình ngày °C (°F)        | −2.4 (27.7)                         | −2.2 (28.0)                         | 0.1 (32.2)                          | 4.5 (40.1)                          | 9.6 (49.3)                          | 14.1 (57.4)                         | 18.7 (65.7)                         | 20.0 (68.0)                         | 15.9 (60.6)                         | 10.0 (50.0)                         | 4.7 (40.5)                          | −0.3 (31.5)                         | 7.7 (45.9)                          |
| Thấp kỉ lục °C (°F)                      | −10.5 (13.1)                        | −9.8 (14.4)                         | −8.8 (16.2)                         | −4.1 (24.6)                         | 0.2 (32.4)                          | 5.6 (42.1)                          | 8.5 (47.3)                          | 12.4 (54.3)                         | 6.9 (44.4)                          | 1.8 (35.2)                          | −5.8 (21.6)                         | −9.8 (14.4)                         | −10.5 (13.1)                        |
| Lượng Giáng thủy trung bình mm (inches)  | 100.3 (3.95)                        | 84.0 (3.31)                         | 84.3 (3.32)                         | 90.5 (3.56)                         | 120.2 (4.73)                        | 98.5 (3.88)                         | 145.1 (5.71)                        | 174.9 (6.89)                        | 163.6 (6.44)                        | 170.4 (6.71)                        | 159.6 (6.28)                        | 137.6 (5.42)                        | 1.529 (60.20)                       |
| Lượng tuyết rơi trung bình cm (inches)   | 80 (31)                             | 66 (26)                             | 27 (11)                             | 1 (0.4)                             | 0 (0)                               | 0 (0)                               | 0 (0)                               | 0 (0)                               | 0 (0)                               | 0 (0)                               | 4 (1.6)                             | 50 (20)                             | 226 (89)                            |
| Số ngày giáng thủy trung bình (≥ 1.0 mm) | 19.5                                | 15.7                                | 13.5                                | 10.5                                | 10.3                                | 9.3                                 | 10.8                                | 10.5                                | 11.7                                | 13.7                                | 16.7                                | 19.1                                | 161.3                               |
| Số ngày tuyết rơi trung bình (≥ 1 cm)    | 20.2                                | 17.5                                | 8.3                                 | 0.4                                 | 0                                   | 0                                   | 0                                   | 0                                   | 0                                   | 0                                   | 1.6                                 | 12.3                                | 60.3                                |
| Độ ẩm tương đối trung bình (%)           | 70                                  | 69                                  | 67                                  | 69                                  | 76                                  | 82                                  | 85                                  | 83                                  | 80                                  | 74                                  | 70                                  | 70                                  | 75                                  |
| Số giờ nắng trung bình tháng             | 25.4                                | 46.9                                | 104.4                               | 170.7                               | 194.0                               | 179.3                               | 154.9                               | 178.2                               | 155.3                               | 126.6                               | 63.0                                | 30.9                                | 1.430,8                             |
| Nguồn: Cục Khí tượng Nhật Bản            |                                     |                                     |                                     |                                     |                                     |                                     |                                     |                                     |                                     |                                     |                                     |                                     |                                     |